# Championnats des Balkans d'athlétisme en salle 2018
Navigation
Édition précédente Édition suivante
La 23e édition des Championnats des Balkans d'athlétisme en salle s'est déroulée le 17 février 2018 à Istanbul, en Turquie.

## Compétition
La Roumanie domine le tableau des médailles avec 15 médailles dont 5 en or, devant le pays hôte, la Turquie, et la Bulgarie.

## Podiums

### Hommes
| Event            | Or                                                                                    | Argent                                                                      | Bronze                                                                                                 |
| ---------------- | ------------------------------------------------------------------------------------- | --------------------------------------------------------------------------- | --- |
| 60 m             | Emre Zafer Barnes 6 s 62 NIR                                                          | Efthymios Stergioulis 6 s 71                                                | Konstantinos Zikos 6 s 72                                                                              |
| 400 m            | Robert Parge 47 s 28                                                                  | Yavuz Can 47 s 59                                                           | Cristian Radu 48 s 12                                                                                  |
| 800 m            | Amel Tuka 1 min 49 s 49                                                               | Musa Hajdari 1 min 49 s 58                                                  | Christos Dimitriou 1 min 50 s 02                                                                       |
| 1 500 m          | Amine Khadiri 3 min 53 s 01                                                           | Levent Ateş 3 min 53 s 26                                                   | Yervand Mkrtchyan 3 min 53 s 28                                                                        |
| 3 000 m          | Elzan Bibić 8 min 08 s 34                                                             | Adrian Garcea 8 min 09 s 32                                                 | Ivan Popov 8 min 10 s 50                                                                               |
| 60 m haies       | Batuhan Buğra Eruygun 7 s 91 NIR                                                      | Cosmin Ilie Dumitrache 7 s 95                                               | Radu Daniel Ciobanu 8 s 03                                                                             |
| 4 × 400 m        | Roumanie Cristian Radu Alexandru Matei Brânzea Zeno Moraru Robert Parge 3 min 12 s 46 | Turquie Fahri Arsoy Enis Ünsal İlyas Çanakçı Abdullah Tütünci 3 min 13 s 44 | Bosnie-Herzégovine Damir Redžepagić Faris Ibrahimpašić Stefan Ćuković Abedin Mujezinović 3 min 21 s 24 |
| Saut en hauteur  | Konstadínos Baniótis 2,22 m                                                           | Vasílios Konstantínou 2,18 m                                                | Non décernée                                                                                           |
| Saut en hauteur  | Konstadínos Baniótis 2,22 m                                                           | Tihomir Ivanov 2,18 m                                                       | Non décernée                                                                                           |
| Saut à la perche | Ivan Horvat 5,55 m                                                                    | Nikandros Stylianou 5,25 m                                                  | Andrei Răzvan Deliu 5,10 m                                                                             |
| Saut en longueur | Izmir Smajlaj 7,80 m                                                                  | Ivan Vujević 7,60 m                                                         | Sanjin Šimić 7,58 m                                                                                    |
| Triple saut      | Levon Aghasyan 16,35 m                                                                | Momchil Karailiev 16,27 m                                                   | Rumen Dimitrov 16,21 m                                                                                 |
| Lancer du poids  | Mesud Pezer 20,77 m =CR                                                               | Andrei Gag 20,41 m                                                          | Nikólaos Skarvélis 20,15 m                                                                             |

### Femmes
| Event            | Or                                                                                               | Argent                                                                   | Bronze                                                                                    |
| ---------------- | ------------------------------------------------------------------------------------------------ | ------------------------------------------------------------------------ | ----------------------------------------------------------------------------------------- |
| 60 m             | Mizgin Ay 7 s 38                                                                                 | Inna Eftimova 7 s 40                                                     | Diana Vaisman 7 s 49                                                                      |
| 400 m            | Maria Belimpasaki 53 s 27                                                                        | Tamara Salaški 54 s 72                                                   | Kristina Dudek 55 s 03                                                                    |
| 800 m            | Florina Pierdevară 2 min 05 s 83                                                                 | Konstantina Giannopoulou 2 min 06 s 04                                   | Asli Arik 2 min 07 s 55                                                                   |
| 1 500 m          | Amela Terzić 4 min 17 s 64                                                                       | Özlem Kaya 4 min 22 s 48                                                 | Natalia Evangelidou 4 min 25 s 80                                                         |
| 3 000 m          | Luiza Gega 9 min 00 s 67                                                                         | Valeriya Zhandarova 9 min 16 s 48                                        | Dilyana Minkina 9 min 24 s 46                                                             |
| 60 m haies       | Anamaria Nesteriuc 8 s 17                                                                        | Ivana Lončarek 8 s 17                                                    | Elisávet Pesirídou 8 s 21                                                                 |
| 4 × 400 m        | Roumanie Marina Andreea Baboi Florina Pierdevară Sanda Belgyan Camelia Florina Gal 3 min 47 s 89 | Turquie Meryem Kemeç Yaren Açar Seray Şentürk Berfe Bancak 3 min 51 s 98 | Bulgarie Silviya Georgieva Polina Todorova Elena Miteva Radostina Stoyanova 3 min 58 s 89 |
| Saut en hauteur  | Ana Šimić 1,92 m                                                                                 | Marija Vuković 1,89 m                                                    | Daniela Stanciu 1,86 m                                                                    |
| Saut à la perche | Nikoleta Kyriakopoulou 4,50 m =CR                                                                | Eléni-Klaoúdia Pólak 4,30 m                                              | Buse Arıkazan 4,10 m                                                                      |
| Saut en longueur | Milena Mitkova 6,45 m                                                                            | Angela Moroșanu Roumanie 6,41 m                                          | Milica Gardašević 6,30 m                                                                  |
| Triple saut      | Gabriela Petrova 13,90 m                                                                         | Elena Panțuroiu 13,63 m                                                  | Paola Borović 13,43 m                                                                     |
| Lancer du poids  | Radoslava Mavrodieva 17,85 m                                                                     | Dimitriana Surdu 17,56 m                                                 | Lenuta Burueana 15,85 m                                                                   |

## Tableau des médailles
- Le pays organisateur est surligné en bleu

| Rang  | Nation             | Or | Argent | Bronze | Total |
| ----- | ------------------ | -- | ------ | ------ | ----- |
| 1     | Roumanie           | 5  | 5      | 5      | 15    |
| 2     | Turquie            | 3  | 5      | 2      | 10    |
| 3     | Bulgarie           | 3  | 3      | 4      | 10    |
| 4     | Grèce              | 3  | 3      | 3      | 9     |
| 5     | Croatie            | 2  | 2      | 3      | 7     |
| 6     | Serbie             | 2  | 1      | 1      | 4     |
| 7     | Bosnie-Herzégovine | 2  | 0      | 1      | 3     |
| 8     | Albanie            | 2  | 0      | 0      | 2     |
| 9     | Chypre             | 1  | 2      | 2      | 5     |
| 10    | Arménie            | 1  | 0      | 1      | 2     |
| 11    | Géorgie            | 0  | 1      | 0      | 1     |
| 11    | Kosovo             | 0  | 1      | 0      | 1     |
| 11    | Moldavie           | 0  | 1      | 0      | 1     |
| 11    | Monténégro         | 0  | 1      | 0      | 1     |
| 15    | Israël             | 0  | 0      | 1      | 1     |
| Total | Total              | 24 | 25     | 23     | 72    |